# Баженов, Глеб Фёдорович
Глеб Фёдорович Баженов (20 июля 1919 пос. Ревда, Екатеринбургская губерния — 2 мая 1975, Москва) — Гвардии капитан Рабоче-крестьянской Красной Армии, участник Великой Отечественной войны, Герой Советского Союза (1944).

## Биография
Глеб Фёдорович Баженов родился 20 июля 1919 года в посёлке Ревда Ревдинской волости Екатеринбургского уезда (ныне город Свердловской области) в семье служащего.
Получил среднее образование в 1937 году в поселке Кинель. В октябре 1937 года призван на службу в Рабоче-крестьянскую Красную Армию. В 1940 году окончил 1-е Чкаловское военное авиационное училище лётчиков.
С июня 1941 года — на фронтах Великой Отечественной войны. В 1942 году окончил Высшую школу штурманов и лётчиков, в том же году вступил в ВКП(б). К июлю 1944 года гвардии капитан Баженов командовал эскадрильей 19-го гвардейского авиаполка 8-й гвардейской авиадивизии 2-го гвардейского авиакорпуса Авиации дальнего действия СССР.
К июлю 1944 года Баженов совершил 241 боевой вылет. Отличился в ходе нанесения бомбовых ударов во объектам вражеского военно-промышленного комплекса, а также скоплениям в глубоком тылу немецких войск и боевой техники, нанеся им значительный ущерб.
Указом Президиума Верховного Совета СССР от 19 августа 1944 года капитан Глеб Баженов был удостоен высокого звания Героя Советского Союза с вручением ордена Ленина и медали «Золотая Звезда».
В 1945 году Баженов был уволен в запас. В 1946—1948 годах работал директором дома отдыха учителей в Чебоксарах (Чувашия). С 1950 года работал начальником штаба авиаэскадрильи Сасовского лётного училища ГВФ, в 1964—1968 годах — накатчиком-надомником на московской баянной фабрике имени Советской Армии. Умер 2 мая 1975 года. Похоронен на Востряковском кладбище в Москве.

## Награды
Помимо ордена Ленина, вручённого ему вместе со звездой Героя, был награждён ещё одним орденом Ленина, а также орденом Красного Знамени и рядом медалей.

## Память
Именем Г.Ф. Баженова названа улица в г. Ревда.